# Automatic Picture Transmission
Pour les articles homonymes, voir APT.

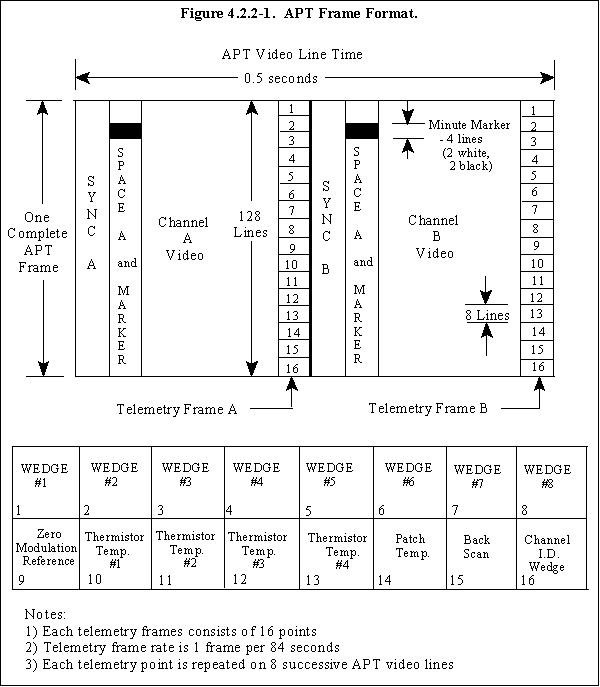
format

La norme Automatic Picture Transmission (APT) est un système de transmission d'images analogiques utilisé par les satellites météorologiques et par le radiofacsimilé. Il a été inventé dans les années 1960.
En 2013, les satellites américains NOAA 15-18-19 transmettent des images selon ce standard dans les environs des 137 MHz en polarisation circulaire droite.  La captation de ces images ne nécessite pas d'équipements coûteux.